# Farontó lepkeformák
A farontó lepkeformák (Cossinae) a valódi lepkék alrendjébe és a farontó lepkefélék (Cossidae) családjába tartozó alcsalád.

## Rendszerezés
Az alcsaládba az alábbi 63 nem tartozik:
- Acossus
- Afroarabiella
- Afrikanetz
- Aholcocerus
- Alcterogystia
- Arctiocossus
- Assegaj
- Bifiduncus
- Brachygystia
- Brachylia
- Butaya
- Chinocossus
- Comadia
- Coryphodema
- Cossodes
- Culama
- Dervishiya
- Dieida
- Dyspessa
- Dyspessacossus
- Eogystia
- Eremocossus
- Fania
- Garuda
- Gobibatyr
- Groenendaelia
- Hirtocossus
- Holcocerus
- Hollowiella
- Isoceras
- Isocossus
- Kotchevnik
- Lamellocossus
- Macrocossus
- Macrocyttara
- Miacora
- Mirocossus
- Mormogystia
- Nirvana
- Paracossus
- Paracossulus
- Parahypopta
- Patopta
- Patoptoformis
- Pecticossus
- Planctogystia
- Prionoxystus
- Psychidocossus
- Pygmeocossus
- Rambuasalama
- Rethona
- Roepkiella
- Ronaldocossus
- Samagystia
- Semitocossus
- Stygioides
- Sundacossus
- Toronia
- Vartiania
- Wiltshirocossus
- Wittocossus
- Zeuzerocossus
- Zyganisus